# Camptolepis ramiflora
Camptolepis ramiflora är en kinesträdsväxtart som först beskrevs av Paul Hermann Wilhelm Taubert, och fick sitt nu gällande namn av Ludwig Radlkofer. Camptolepis ramiflora ingår i släktet Camptolepis och familjen kinesträdsväxter. Inga underarter finns listade i Catalogue of Life.